# Kreuth, Frauenstein
Kreuth je naselje v Občini Frauenstein v Okraju Šentvid ob Glini na Koroškem v Avstriji.